# Dieta Imperial
La Dieta Imperial (Reichstag) era el parlament del Sacre Imperi Romanogermànic.
El mateix nom va ser utilitzat dins de la Confederació Alemanya del Nord i l'Imperi d'Alemanya fins a 1945.